# Piabucus caudomaculatus
Piabucus caudomaculatus är en fiskart som beskrevs av Vari, 1977. Piabucus caudomaculatus ingår i släktet Piabucus och familjen Characidae. Inga underarter finns listade i Catalogue of Life.